# Señor Buebo
Germán Martínez (Madrid, España, 1977), más conocido como Señor Buebo, es un bloguero y autor de los libros Orgulloso de ser friki y Que la fuerza te acompañe (Guía completa de la guerra de las galaxias). También es el organizador de la web OrgulloFriki.com y del Día del Orgullo Friki. 

## Biografía y obras
Germán Martínez nació en Madrid en 1977. En su adolescencia se hizo fan de Tolkien, Marvel, Star Wars, Patrulla X y otras obras de ciencia ficción y fantasía. 
Es diplomado en estadística y se tituló en diseño gráfico y de páginas web. Ha sido director de la revista «La puerta inquieta». Escribe en su blog «El lado Oscuro del Señor Buebo» que creó el 15 de febrero de 2006, el mismo año en el que creó el Día del Orgullo Friki. Es uno de los creadores del juego MegaCops. 

## Día del Orgullo Friki
En 2006, organizó la celebración del primer Día del Orgullo Friki a través de Internet. Tras este primer evento, cada 25 de mayo, coincidiendo con el Día de la Toalla —en honor a Douglas Adams, autor de la Guía del autoestopista galáctico— se conmemoran los hitos del frikismo, como el estreno del largometraje de George Lucas La Guerra de las Galaxias.
La primera edición se celebró en toda España a través de Internet, después de que varios medios de comunicación, como los diarios El País y El Mundo, dieran a conocer la iniciativa. En Madrid, la celebración se centró en la Plaza del Callao de Madrid, el lugar donde se grabó una de las escenas más importantes de la película El Día de la Bestia de Álex de la Iglesia. Allí, un grupo de personas disfrazadas interpretaron un  un Pac-Man humano para celebrar el día. Sin embargo, algunas personas rechazan radicalmente la celebración de este día, ya que creen que contribuye a difundir un estereotipo equivocado de los frikis.[cita requerida]
Tras la buena acogida de estas primeras ediciones, en 2008  la celebración llegó hasta los Estados Unidos y México, y en 2009 a Canadá. En España, en 2009 empezó a celebrarse el Frickoño, la Semana Friki de Logroño, coordinada cada año por Tarilonte.
Desde 2014 Señor Buebo organiza FrikiMAD, un evento anual gratuito y benéfico con proyecciones, charlas y coloquios, en la sala Artistic Metropol de Madrid, considerado el evento oficial central de las celebraciones del Orgullo Friki.

## Libros
Que la fuerza te acompañe (Guía completa de La Guerra de las Galaxias):
- Martínez, Germán.  Dolmen Books, ed. Que la fuerza te acompañe (Guía completa de la Guerra de las Galaxias) (Madrid edición). Dolmen Editorial. ISBN 9788427035225.

Orgulloso de ser Friki:
- Martínez, Germán.  MR Manuales prácticos, ed. Orgulloso de ser friki (Madrid edición). Martínez Roca. ISBN 9788415201243.